# Mavrovouni (Oligyrtos)
Der Mavrovouni (griechisch Μαυροβούνι ((n. sg.)) oder Parnias Παρνιάς) ist ein Berg im Nordosten der Peloponnes. Er wird als nördlicher Ausläufer des größeren Oligyrtos-Massiv aufgeführt. Der Berg steigt bis auf 1695 m an. Im Norden schließt sich das Kyllini-Gebirge (Ziria Ζήρεια) an und im Westen wird das Massiv von der Feneos-Hochebene begrenzt, während östlich die Hochebene Stymfalia liegt.
Er ist überwiegend mit Griechischen Tannen bewaldet. Im Rahmen der EU-Richtlinie 92/43/EU zur Erhaltung der natürlichen Lebensräume sowie der wildlebenden Tiere und Pflanzen wurde das Gebiet als SCI GR2530004 Oros Oligyrtos unter Schutz gestellt. Das Hellenic Ministry for the Environment, Physical Planning and Public Works hat das NATURA-Netz beschrieben, kartiert und auf seiner Website veröffentlicht.
Dörfer in der Umgebung sind (im Uhrzeigersinn im Norden beginnend):
Mosia, Kastania, Karteri, Lafka, Mati, Achladies und Amygdalia.